# Agrotis lutescens
Agrotis lutescens är en fjärilsart som beskrevs av Blanchard 1852. Agrotis lutescens ingår i släktet Agrotis och familjen nattflyn. Inga underarter finns listade i Catalogue of Life.